# Liopterus
Liopterus es un género de coleópteros adéfagos de la familia Dytiscidae. 

## Especies
Especies incluidas:
- Liopterus atriceps (Sharp, 1882)
- Liopterus haemorrhoidalis (Fabricius, 1787)